# AMC Matador Coupe
AMC Matador Coupe – samochód sportowy klasy wyższej produkowany pod amerykańską marką AMC w latach 1974 – 1978.

## Historia i opis modelu

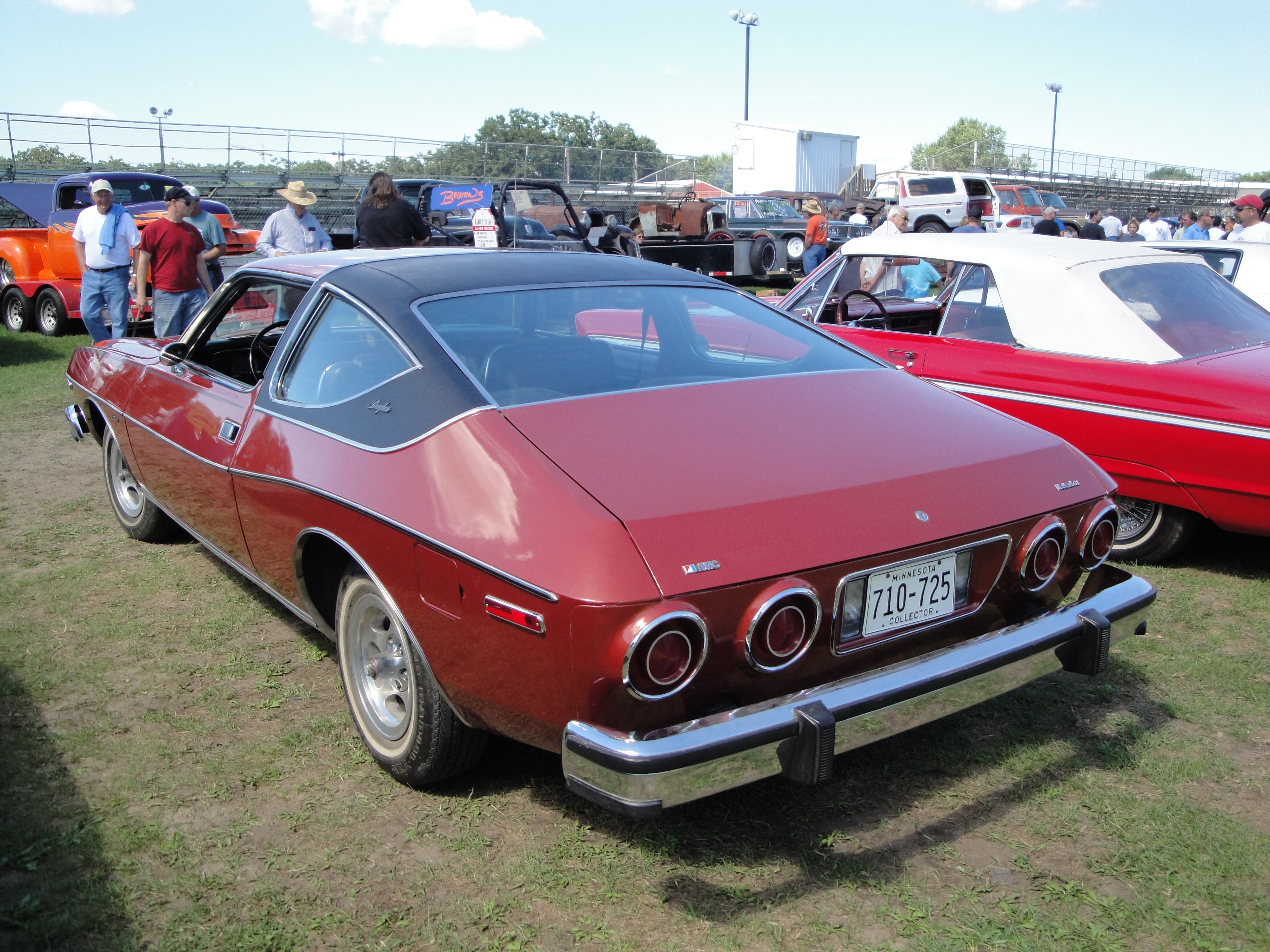
AMC Matador Coupe - tył

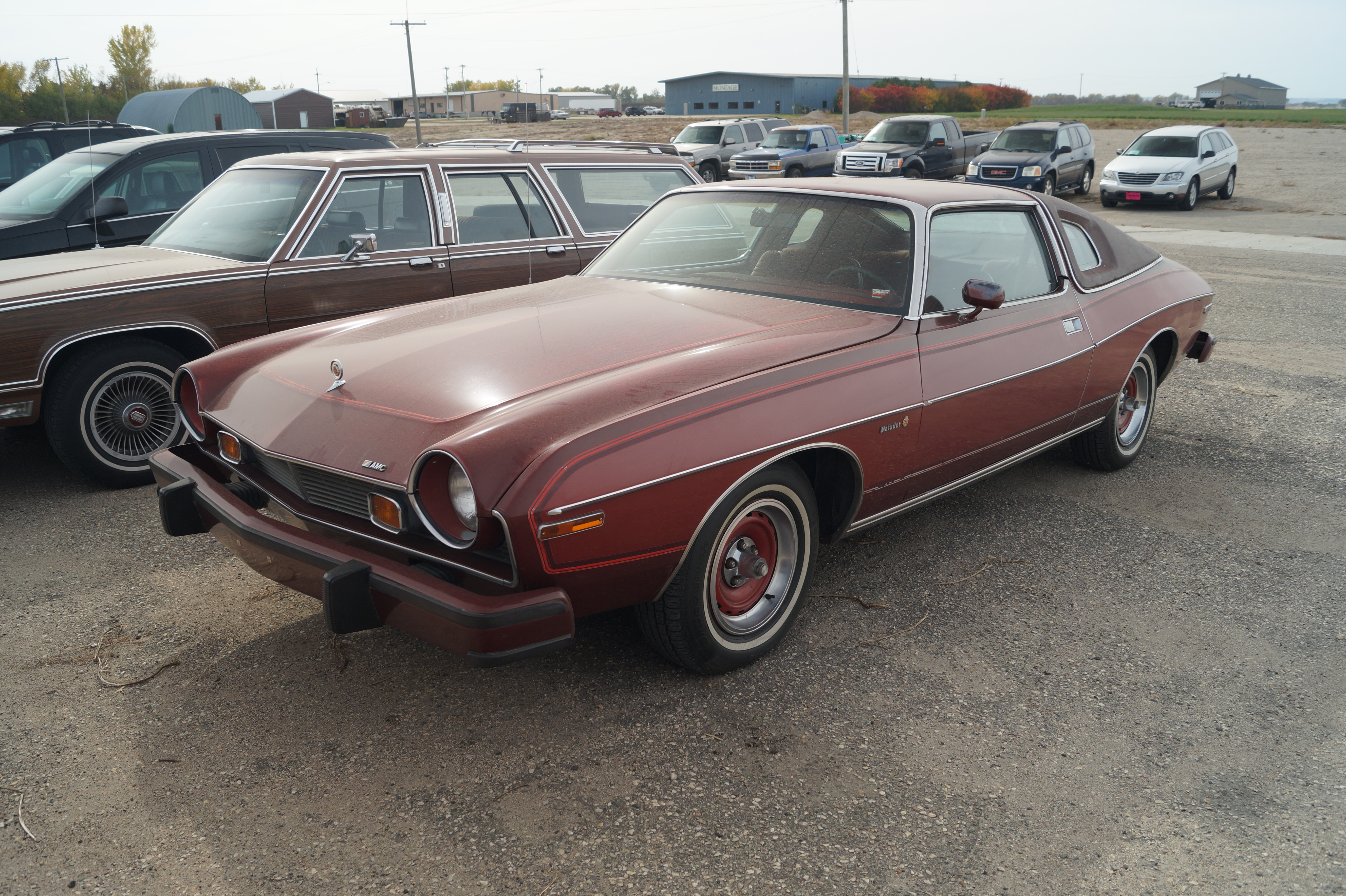
AMC Matador Coupe Barcelona

W 1974 roku AMC przedstawiło coupé, które opracowane zostało na bazie modelu Matador. Pojazd zyskał jednak indywidualny charakter, otrzymując opracowany od podstaw odrębny projekt nadwozia, który przełożył się nie tylko na inne wymiary, ale i stylistykę.
AMC Matador Coupe wyróżniał się nisko poprowadzoną linią dachu, a także okrągłymi reflektorami w wąskim rozstawieniu. Z tyłu z kolei znajdowały się podwójne, okrągłe lampy.

### Wersje wyposażeniowe
- X
- Barcelona
- Brougham
- Oleg Cassini

### Silniki
- L6 4.2l
- V8 5.0l
- V8 5.9l
- V8 6.6l